# Пирофосфат кадмия
Пирофосфат кадмия — неорганическое соединение,
соль кадмия и фосфорной кислоты с формулой Cd2P2O7,
бесцветные кристаллы,
не растворяется в воде,
образует кристаллогидрат.

## Получение
- Обменная реакция сульфата кадмия и пирофосфата натрия:

{\displaystyle {\mathsf {2CdSO_{4}+Na_{4}P_{2}O_{7}\ {\xrightarrow {}}\ Cd_{2}P_{2}O_{7}\downarrow +2Na_{2}SO_{4}}}}

## Физические свойства
Пирофосфат кадмия образует бесцветные кристаллы
триклинной сингонии,
пространственная группа P 1,
параметры ячейки a = 0,6672 нм, b = 0,6623 нм, c = 0,6858 нм, α = 95,80°, β = 103,9°, γ = 82,38, Z = 2.
Не растворяется в воде.
Образует кристаллогидрат состава Cd2P2O7•2H2O.